# 📻
 📻 is een teken uit de Unicode-karakterset dat een radio voorstelt, Deze emoji is in 2010 geïntroduceerd met de Unicode 6.0-standaard.

## Betekenis

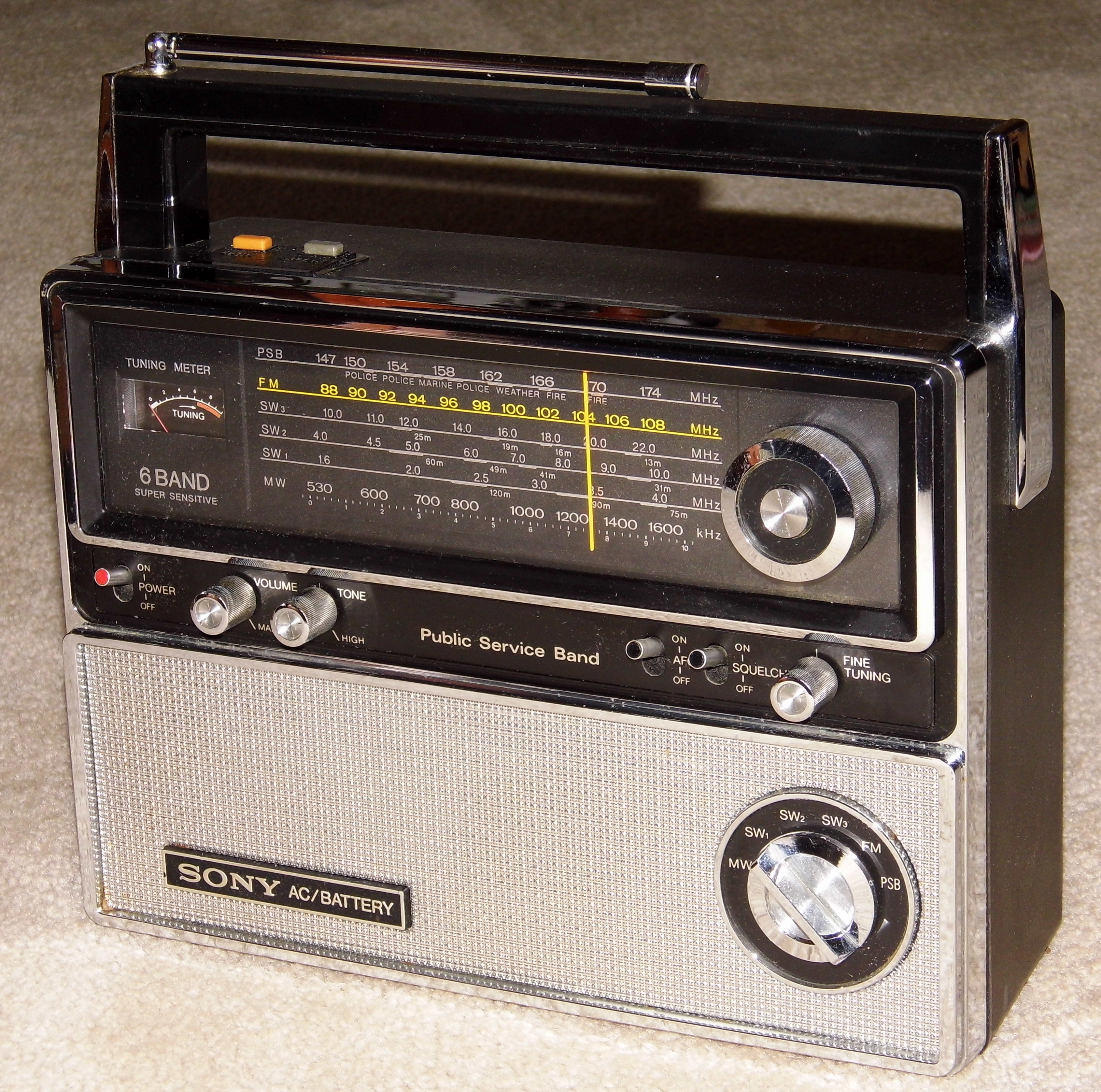
Een Sony draagbare radio, uit ongeveer 1975

Deze emoji geeft een klassieke draagbaar radiotoestel weer.

## Codering

De Twemoji-implementatie

### Unicode
In Unicode vindt men de 📻 onder de code U+1F4FB (hex).

### HTML
In HTML kan men in hex de volgende code gebruiken: &#x1F4FB;

### Shortcode
In software die shortcode ondersteunt zoals Github en Slack kan het karakter worden opgeroepen met de code :radio:.

### Unicode-annotatie
De Unicode-annotatie voor toepassingen in het Nederlands (bijvoorbeeld een Nederlandstalig smartphonetoetsenbord) is radio. De emoji is ook te vinden met het sleutelwoord muziek.